# Ochthoeca
Ochthoeca és un gènere d'ocells de la família dels tirànids (Tyrannidae ).

## Taxonomia
Segons la Classificació del Congrés Ornitològic Internacional (versió 13.1, 2023) aquest gènere està format per 9 espècies:
- Ochthoeca cinnamomeiventris - tirà diademat de ventre castany.
- Ochthoeca nigrita - tirà diademat negre.
- Ochthoeca thoracica - tirà diademat ventrenegre.
- Ochthoeca rufipectoralis - tirà diademat pit-roig.
- Ochthoeca fumicolor - tirà diademat bru.
- Ochthoeca superciliosa - tirà diademat rogenc.
- Ochthoeca oenanthoides - tirà diademat de D'Orbigny.
- Ochthoeca piurae - tirà diademat de Piura.
- Ochthoeca leucophrys - tirà diademat argentat.